# Súðavíkurhreppur
Súðavíkurhreppur (kiejtése: ˈsuːðaviːkʏrr̥ɛhpʏr) önkormányzat Izland Nyugati fjordok régiójában, amely 1995. január 1-jén jött létre Ögurhreppur és Reykjarfjarðarhreppur egyesülésével.
Az 1995. január 16-ai lavinában tizennégyen meghaltak (köztük nyolc gyerek), a következő egy napban pedig tizenkét sebesültet találtak. A hócsuszamlást Eirík P. Jörundsson Hefndarenglar című könyve dolgozza fel.

## Fordítás
- Ez a szócikk részben vagy egészben  a   Súðavíkurhreppur című izlandi Wikipédia-szócikk ezen változatának fordításán alapul.  Az eredeti cikk szerkesztőit annak laptörténete sorolja fel. Ez a jelzés csupán a megfogalmazás eredetét és a szerzői jogokat jelzi, nem szolgál a cikkben szereplő információk forrásmegjelöléseként.